# William Douglas, 2. Earl of Angus
William Douglas, 2. Earl of Angus (* um 1398; † Oktober 1437) war ein schottischer Adliger.
William war ein Sohn des George Douglas, 1. Earl of Angus, und dessen Frau, der schottischen Prinzessin Mary. Er folgte seinem Vater als Earl of Angus 1402.
William war 1423 maßgeblich an den Verhandlungen zur Freilassung Jakobs I. beteiligt. 1430 war er schottischer Botschafter in England und 1433 Warden of the Middle Marches. Am 10. September 1436 führte er ein schottisches Heer in die Schlacht von Piperdean, in der er mit seinen Truppen ein englisches Heer schlug.
Der Earl heiratete 1414 Margaret Hay, Tochter des Sir William Hay, Gutsherr von Lochorwart und Yester, und hatte mit ihr fünf Kinder:
- James Douglas, 3. Earl of Angus;
- George Douglas, 4. Earl of Angus;
- William Douglas († um 1475);
- Hugh Douglas († um 1466);
- Helen Douglas († um 1486), ⚭ (1) William Graham, 3. Lord Graham, ⚭ (2) James Ogilvy, 1. Lord Ogilvy of Airlie.